# Pensionsgeschäft
Ein Pensionsgeschäft (oder auch englisch repurchase operation, repurchase agreement, daraus verkürzt auch „Repogeschäft“) ist im Bankwesen ein Vertrag, mit dem der Eigentümer eines Vermögensgegenstandes diesen an einen anderen mit einer Rückkaufvereinbarung für einen begrenzten Zeitraum veräußert. Der Zeitpunkt der Rückgabe kann von vornherein vereinbart oder erst später festgelegt werden.

## Etymologie
Das Wort „Pension“ ([paŋ'zìo:n-], französisch pension, „Abwägen, Zahlung, Abgabe“) wurde ursprünglich als Kostgeld oder Ruhegehalt übersetzt. Der daraus abgeleitete Ausdruck „in Pension geben“ bedeutet, einen Gegenstand nur temporär einem anderen Wirtschaftssubjekt zu überlassen und ihn später von diesem wieder zurückzunehmen.
Das Wechselpensionsgeschäft entstand als erstes Pensionsgeschäft vor dem Ersten Weltkrieg und wurde von deutschen Banken zwecks Arbitrage (Zinsdifferenzgeschäft) genutzt. Georg Obst schrieb in der ersten Auflage seines Grundlagenwerks „Das Bankgeschäft“ im Jahre 1921: „Zur Ausnutzung des billigeren Zinssatzes im Auslande werden öfters Wechsel in Pension gegeben“. Die Zeitschrift für das gesamte Kreditwesen berichtete im Jahre 1951, dass auf dem französischen Geldmarkt das Wechselpensionsgeschäft eine bedeutende Rolle spiele. Das von lateinisch pensio abstammende Verb (lateinisch pendere) bedeute so viel wie „an die Waage hängen“, wovon das Verb französisch pendre abstamme. In der französischen Sprache spreche man auch von „zum Pfandleiher bringen“ (französisch mettre en pension). Bei einem Wechselpensionsgeschäft trat eine Bank einen Teil der von ihr diskontierten Wechsel für eine kurze Frist gegen die Gewährung von Darlehen ab, um diese noch vor Verfall der diskontierten Wechsel zurückzukaufen. Die Pensionsgeschäfte deutscher Banken mit französischen Instituten waren für deutsche Institute mit einem Währungsrisiko verbunden, weil der Wechselkurs während der Laufzeit des Geschäfts schwanken konnte.

## Allgemeines
Beim Pensionsgeschäft ist der Pensionsgeber die Vertragspartei, die den Pensionsgegenstand mit Rückkaufvereinbarung veräußert, Pensionsnehmer ist die Partei, die diesen Gegenstand temporär erwirbt. Pensionsgegenstand sind heute Wertpapiere (Anleihen, seltener Aktien; Wertpapierpensionsgeschäfte) oder Devisen. Es handelt sich meist um kurzfristige Geldmarktgeschäfte mit dem Ziel, weniger liquide Pensionsgegenstände durch deren befristete Veräußerung in Liquidität 1. Grades (etwa Bankguthaben) zu monetarisieren. Da diese Liquiditätsverbesserung nur kurzfristig wirkt und nach Rückkauf wieder verschwindet, dienen Pensionsgeschäfte den Pensionsgebern häufig bei der Bilanzierung als Bilanzkosmetik. Im Rahmen der Offenmarktpolitik der EZB werden Pensionsgeschäfte zudem zur Steuerung der Geldmenge eingesetzt (siehe Rückkaufvereinbarung).

## Rechtsfragen
Nach der Legaldefinition des § 340b Abs. 1 HGB handelt es sich bei Pensionsgeschäften um „Verträge, durch die ein Kreditinstitut oder der Kunde eines Kreditinstituts (Pensionsgeber) ihm gehörende Vermögensgegenstände einem anderen Kreditinstitut oder einem seiner Kunden (Pensionsnehmer) gegen Zahlung eines Betrags überträgt und in denen gleichzeitig vereinbart wird, dass die Vermögensgegenstände später gegen Entrichtung des empfangenen oder eines im Voraus vereinbarten anderen Betrags an den Pensionsgeber zurück übertragen werden müssen oder können“. Pensionsgeschäfte bestehen demnach aus einer Überlassungsvereinbarung und einer Rückübertragungsvereinbarung.
Ist der Pensionsgeber ein Kreditinstitut, handelt es sich um Kredite in Form „anderer außerbilanzieller Geschäfte“ im Sinne des § 19 Abs. 1 in Verbindung mit § 19 Abs. 1 Satz 2 Nr. 8 KWG, wenn eine Rücknahmeverpflichtung vorliegt.
Die Vertragsgestaltung von Pensionsgeschäften erfolgt international auf der Grundlage des erstmals 1992 veröffentlichten Mustervertrages „Global Master Repurchase Agreement“ der International Capital Market Association (ICMA) oder der „Public Securities Associaton“ (PSA). In Deutschland wird ein von den Bankenverbänden erarbeiteter Rahmenvertrag für echte Pensionsgeschäfte verwendet. Unterliegen die Pensionsgegenstände einem Kursrisiko, wird im Vertrag eine Margin oder eine Kaufpreisanpassung vereinbart.

## Arten
Zu unterscheiden ist zwischen echten und unechten Pensionsgeschäften:
- „Übernimmt der Pensionsnehmer die Verpflichtung, die Pensionsgegenstände zu einem bestimmten oder vom Pensionsgeber zu bestimmenden Zeitpunkt zurück zu übertragen, so handelt es sich um ein echtes Pensionsgeschäft“ (§ 340b Abs. 2 HGB).
- „Ist der Pensionsnehmer lediglich berechtigt, die Vermögensgegenstände zu einem vorher bestimmten oder von ihm noch zu bestimmenden Zeitpunkt zurück zu übertragen, so handelt es sich um ein unechtes Pensionsgeschäft“ (§ 340b Abs. 3 HGB).

Beim echten Pensionsgeschäft müssen die Pensionsgegenstände am Ende der Laufzeit zurück übertragen werden, beim unechten Pensionsgeschäft können sie zurück übertragen werden. Beim echten Pensionsgeschäft wird technisch ein Kassaverkauf mit einem Terminkauf desselben Basiswerts kombiniert, beim unechten liegt ein bedingtes Termingeschäft in Form einer Option zugrunde, bei welcher der Pensionsgeber als Stillhalter fungiert.

## Pensionsgeschäfte mit der Bundesbank
Pensionsgeschäfte werden auf dem Geldmarkt abgeschlossen. Die Deutsche Bundesbank schloss im Rahmen ihrer Offenmarktpolitik ab April 1973 Wechselpensionsgeschäfte mit den Geschäftsbanken als Pensionsnehmer ab (sie stellte dieses Geschäft 1982 ein), seit Juni 1979 folgten Wertpapiere; sie fungierte bis Dezember 1998 bei Pensionsgeschäften über Wertpapiere mit den Geschäftsbanken ebenfalls als Pensionsnehmer, was zu einer befristeten Erhöhung des Zentralbankgelds führte. Seit Januar 1999 hat die Europäische Zentralbank diese Funktion übernommen. Ab 1979 schloss die Bundesbank auch Pensionsgeschäfte in Devisen auf dem Devisenmarkt ab, wobei die Geschäftsbanken als Pensionsnehmer auftreten. Hierdurch floss Zentralbankgeld befristet ab, der Wechselkurs wurde hierdurch nicht beeinflusst. Dabei gab die Bundesbank jedoch nicht ihre Devisenbestände an US-Dollar in Pension, sondern die Geschäftsbanken erhielten lediglich einen Herausgabeanspruch auf US-Schatzwechsel gegen die Bundesbank.

## Bilanzierung
Wirtschaftlich ist ein Pensionsgeschäft aus Sicht des Pensionsgebers eine Kreditaufnahme gegen Kreditsicherheiten (Pensionsgegenstand); er wird Kreditnehmer eines Pensionsnehmers, der als Kreditgeber ein Kreditrisiko gegenüber dem Pensionsgeber besitzt. Das Kreditrisiko wird durch die Kreditsicherheiten erheblich gemindert. Der Pensionsnehmer hat lediglich noch ein Risiko der Wertminderung, das durch die Margin abgedeckt wird.
Im Falle von echten Pensionsgeschäften sind die übertragenen Pensionsgegenstände weiterhin in der Bilanz des Pensionsgebers auszuweisen; er hat in Höhe des für die Übertragung erhaltenen Betrags eine Verbindlichkeit gegenüber dem Pensionsnehmer zu passivieren (§ 340b Abs. 4 HGB). Zwar verliert hierbei der Pensionsgeber sein Eigentum am Pensionsgegenstand, aber die wirtschaftliche Betrachtungsweise (englisch substance over form) steht bei der Bilanzierung im Vordergrund. Deshalb darf der Pensionsgeber die Pensionsgegenstände weiterhin aktivieren. Im Falle von unechten Pensionsgeschäften sind die Vermögensgegenstände nicht in der Bilanz des Pensionsgebers, sondern in der Bilanz des Pensionsnehmers auszuweisen. Der Pensionsgeber hat unter der Bilanz den für den Fall der Rückübertragung vereinbarten Betrag als Eventualverbindlichkeit anzugeben (§ 340b Abs. 5 HGB) und eine Verbindlichkeit gegenüber dem Pensionsnehmer auszuweisen.
Zu jeder Bilanzposition der in der Bilanz ausgewiesenen Verbindlichkeiten und der „unter dem Strich“ vermerkten Eventualverbindlichkeiten ist bei Kreditinstituten gemäß § 35 Abs. 5 RechKredV im Anhang jeweils der Gesamtbetrag der als Sicherheit übertragenen Vermögensgegenstände anzugeben. Beim unechten Pensionsgeschäft gilt § 27 RechKredV, wonach der Unterstrichposten 2a „Rücknahmeverpflichtungen aus unechten Pensionsgeschäften“ zu vermerken ist.

## Abgrenzung
Anders als bei Lombardkrediten wird bei echten Pensionsgeschäften das Eigentum am Pensionsgegenstand auf den Pensionsnehmer übertragen, beim Lombardkredit liegt eine Verpfändung vor, die lediglich den unmittelbaren Besitz überträgt. Devisentermingeschäfte, Finanztermingeschäfte und ähnliche Geschäfte sowie die Emission eigener Schuldverschreibungen auf abgekürzte Zeit gelten nicht als Pensionsgeschäfte (§ 340b Abs. 6 HGB).